# شیطان کش: کیمتسو نو یائیبا
شیطان کش: کیمتسو نو یائیبا (ژاپنی: 鬼滅の刃 هپبورن: Kimetsu no Yaiba) یک مجموعه مانگا ژاپنی است که توسط کویوهارو گوتوگه نوشته و مصورسازی شده‌است. این سری از فوریه ۲۰۱۶ تا مه ۲۰۲۰ توسط انتشارات شوئیشا در هفته‌نامه شونن جامپ به چاپ می‌رسید و فصل‌های آن در بیست و سه جلد تانکوبون جمع‌آوری شد. داستان مجموعه ماجراجویی نوجوانی به نام تانجیرو کامادو را دنبال می‌کند که پس از کشته شدن خانواده‌اش و تبدیل خواهر کوچکترش نزوکو به یک شیطان، درصدد است به یک شیطان کش تبدیل شود.
یک مجموعه تلویزیونی انیمه بیست و شش قسمتی بر پایه نسخه مانگا و به کارگردانی هاروئو سوتوزاکی توسط استودیو یوفوتیبل دستمایه اقتباس قرار گرفت که از آوریل ۲۰۱۹ تا ۲۸ سپتامبر ۲۰۱۹ در حال پخش بود. ادامه داستان انیمه در یک فیلم سینمایی تحت عنوان شیطان‌کش: فیلم کیمتسو نو یائیبا: قطار موگن در تاریخ ۱۶ اکتبر ۲۰۲۰ به نمایش درآمد و تبدیل به پرفروش‌ترین فیلم انیمه‌ای تمام زمان در کشور ژاپن شد. فصل دوم مجموعه تلویزیونی انیمه نیز به تعداد ۱۸ قسمت از اکتبر ۲۰۲۱ تا فوریه ۲۰۲۲ در فوجی تلویژن پخش شد. یک فیلم تلفیقی تحت نام شیطان کش: کیمتسو نو یائیبا - به سوی روستای شمشیرسازی در فوریه ۲۰۲۳ اکران شد، در حالی که فصل سوم که قوس داستانی «روستای شمشیرسازی» را پوشش می‌دهد از آوریل تا ژوئن ۲۰۲۳ پخش شد، در صورتیکه یک فیلم تلفیقی دیگر، شیطان کش: کیمتسو نو یائیبا - به سوی تمرین هاشیرا، در فوریه ۲۰۲۴ در کشور ژاپن به نمایش درآمد. فصل چهارم به تعداد هشت قسمت از مه تا ژوئن ۲۰۲۴ پخش شد.
تا فوریه ۲۰۲۱، این مانگا بیش از ۱۵۰ میلیون نسخه شامل نسخه‌های دیجیتالی منتشر کرد که این مسئله آن را به نهمین مجموعه مانگای پرفروش تمام دوران تبدیل کرد. همچنین این مجموعه به عنوان پرفروش‌ترین مانگا در سال‌های ۲۰۱۹ و ۲۰۲۰ به‌شمار می‌رود. هر دو نسخهٔ مانگا و اقتباس انیمه با واکنش‌های مثبتی از سوی منتقدان همراه بودند. مجموعه تلویزیونی جوایز متعددی دریافت کرد و به عنوان یکی از بهترین انیمه‌های دهه ۲۰۱۰ (میلادی) محسوب می‌شود.

## داستان
در دوره تایشو ژاپن، تانجیرو کامادو پسری باهوش و مهربان است که همراه با خانواده‌اش در کوه‌ها زندگی می‌کند و از طریق فروش زغال چوب امرار معاش می‌کند. اما همه چیز زمانی که خانواده‌اش توسط شیطان‌ها (اُنی) مورد حمله قرار می‌گیرد، تغییر می‌کند. تانجیرو و خواهر کوچکترش نزوکو تنها بازماندگان این حادثه هستند. در این بین نزوکو کامادو تبدیل به شیطان می‌شود، اما به‌طور غیرمنتظره نشانه‌هایی از احساسات و تفکر انسانی از خود نشان می‌دهد. تانجیرو به منظور گرفتن انتقام و کمک به خواهرش و یافتن راهی برای تغییر دوباره وی به یک انسان و کشتن موزان، تبدیل به یک شکارچی و شیطان کش می‌شود.

## شخصیت‌ها
تانجیرو کامادو
نزوکو کامادو
اینوسکه هاشیبیرا
زنیتسو آگاتسوما
کانائو تسویوری
کیبوتسوجی موزان
یوریچی تسوگیوکونی
ساکونجی اوروکوداکی
گیو تومیوکا
شینوبو کوچو
گنیا شینازوگاوا
کیوجیرو رنگوکو
تنگن اوزویی
کانائه کوچو
میتسوری کانروجی
مویچیرو توکیتو
اوبانای ایگورو
کاگایا اوبایاشیکی
آمانه اوبایاشیکی
یوشیرو
انمو
گیوکو
هانتنگو
کیوگای
کامانوئه
دومان
کوکوشیبو
آکازا
ماکیو
سوما
هیناتسورو
آئوی کانزاکی
رویی
گیوتارو
داکی
کایگاکو